# Lurana White
Pour les articles homonymes, voir White.
Lurana White, née le 12 avril 1870 à Warwick (New York) et morte le 15 avril 1935 à Garrison (New York), est une religieuse épiscopalienne américaine convertie au catholicisme en 1909. Figure importante de l'œcuménisme, elle est notamment la fondatrice des Sœurs de l'Atonement.

## Biographie

### Jeunesse et entrée dans les ordres
Lurana White naît le 12 avril 1870 à Warwick, au sein d'une riche et influente famille épiscopalienne. Elle vit alors une enfance marquée par les privilèges, la culture et la piété bien qu'elle déteste l'austérité. 
Elle adore les animaux, possède notamment un poney et devient une cavalière accomplie. Elle excelle dans ses études et développe un amour précoce pour la langue latine. 
Elle développe également une admiration pour saint Thomas Becket, par les œuvres de Charles Dickens. 
En 1894, elle révèle à ses parents qu'elle souhaite mener une vie religieuse et devenir membre de la communauté anglicane des Sœurs du Saint-Enfant. Sa mère commence par refuser mais Lurana la convainc de lui accorder son autorisation. Elle est alors reçue comme postulante au sein de la communauté d'Albany en octobre 1894.
Mais, ce mouvement ne satisfait pas son désir de sacrifices et de pauvreté. Son évêque lui permet alors de faire des vœux privés, mais cela ne lui apporte pas satisfaction. 

### Œcuménisme et conversion
Le 15 décembre 1898, elle cofonde la société de l'Atonement en fondant les Sœurs de l'Atonement dans le quartier de Graymoor, à Garrison, en collaboration avec le père Paul Wattson. La congrégation a alors pour mission de promouvoir l'unité des chrétiens.
Le 30 octobre 1909, elle est reçue au sein de l'Église catholique romaine, en même temps que le père Wattson. 
Mère Lurana met en place de nombreuses œuvres de charité et s'occupe plus particulièrement des enfants. Elle envoie également plusieurs de ses religieuses comme missionnaires et éducatrices au Texas. 
Les deux buts spirituels les plus importants pour la Mère Luvana sont l'unité et de la pauvreté. Elle prie sans arrêt pour le ralliement au Pape de tous les chrétiens. L'un des moments les plus joyeux de sa vie est alors la conversion au catholicisme de sa mère, peu avant sa mort. 
Elle participe également à la fondation d'édifices religieux au Japon, à Vancouver, en Colombie-Britannique, et en Ukraine, dans le nord de l'Alberta. 

### Fin de vie
La Première Guerre mondiale et une épidémie de grippe frappent les Sœurs de Graymoor et font plusieurs morts. Mère Lurana elle-même tombe malade. Sa santé décline progressivement puis elle commence à souffrir d'une bronchite chronique. Mais sa maladie ne l'empêche pas d'amplifier sa charge de travail et sa vie de prière au point qu'elle se voit considérée comme une mystique. Mère Lurana devient sourde mais entend des bruits terribles dans sa tête. Tout en continuant de travailler, elle se retire avec ses Sœurs dans une maison sur la plage de Long Island en 1923. Elle fonde un noviciat pour les nouvelles vocations ainsi qu'une maison de retraite à La Vinyard. Elle cofonde également le magazine The Lamp avec le père Paul Wattson. Elle contribue aussi à la promotion de la musique sacrée au sein de la communauté et reçoit de son évêque la permission de chanter l'office en latin. Elle meurt finalement le 15 avril 1935, au sein de la communauté de Graymoor, à l'âge de soixante-cinq ans.